# Metrarabdotos pacificum
Metrarabdotos pacificum är en mossdjursart som först beskrevs av Osburn 1952.  Metrarabdotos pacificum ingår i släktet Metrarabdotos och familjen Metrarabdotosidae. Inga underarter finns listade i Catalogue of Life.